# En modern man
En modern man är ett soloalbum av Nisse Hellberg, känd från Wilmer X, utgivet 2009 av skivbolaget Warner Music.

## Låtlista
1. "Alltid hem, hem, hem"
2. "Bok i retur"
3. "Gräver där jag står"
4. "Den står där du ställt den"
5. "Liten blå syster"
6. "Du bussar hunden på en vän"
7. "Håll ut, håll i, håll igen"
8. "När det regnar silver och guld"
9. "Ett enda kugghjul"
10. "En man i svart"
11. "Kan livet nånsin bli bättre än så här"
12. "Ocean Boy"
13. "Vem ska ro båten i land"

## Listplaceringar
| Lista (2009-2010) | Topplacering |
| ----------------- | ------------ |
| Sverige           | 6            |